# Ozola decolorata
Ozola decolorata là một loài bướm đêm trong họ Geometridae.